# Општина Блађешти (Бакау)
Блађешти (рум. Blăgești) општина је у Румунији у округу Бакау.
Oпштина се налази на надморској висини од 293 m.